# Looking Forward
Looking Forward es el noveno álbum de estudio del grupo Crosby, Stills, Nash & Young, publicado por la compañía discográfica Reprise Records en octubre de 1999. El álbum, el primero que el trío grabó con Neil Young desde la publicación de American Dream en 1988, alcanzó el puesto 26 en la lista estadounidense Billboard 200. Hasta la fecha, es el último trabajo de estudio del grupo.

## Historia
Las sesiones de grabación de Looking Forward comenzaron como un proyecto de Crosby, Stills & Nash. Debido a las bajas ventas de sus dos anteriores trabajos de estudio, Live It Up y After the Storm, la compañía Atlantic Records decidió no renovarles el contrato y el grupo se vio sin ningún sello que ofreciese interés por un nuevo álbum de CSN. Pagaron las sesiones de su propio bolsillo, y pronto Neil Young se involucró en el proyecto, ampliándolo a una reunión del cuarteto. La presencia de Young atrajo a su propia discográfica, Reprise Records, que acabó por publicar Looking Forward. Sin embargo, al igual que sus dos predecesores, no obtuvo un buen respaldo de la crítica musical. 
«Faith in Me» y «No Tears Left» fueron grabadas en Ga Ga's Room en Los Ángeles, mientras que «Stand and Be Counted», «Seen Enough», «Dream for Him» y «Sanibel» fueron grabados en los Conway Recording Studios de Hollywood. Por otra parte, «Heartland» fue grabado en los Ocean Studios de Burbank, California. El resto de canciones de Looking Forward fueron grabadas en el rancho de Young, en Woodside.

## Lista de canciones
| N.º | Título                                                    | Escritor(es)                | Duración |  |
| 1.  | «Faith in Me» (Grabada el 23 de enero de 1997)            | Stephen Stills, Joe Vitale  | 4:21     |  |
| 2.  | «Looking Forward» (Grabada el 3 de noviembre de 1998)     | Neil Young                  | 3:07     |  |
| 3.  | «Stand and Be Counted» (Grabada el 23 de febrero de 1999) | David Crosby, James Raymond | 4:52     |  |
| 4.  | «Heartland» (Grabada el 10 de abril de 1998)              | Graham Nash                 | 4:28     |  |
| 5.  | «Seen Enough» (Grabada el 12 de mayo de 1999)             | Stephen Stills              | 5:14     |  |
| 6.  | «Slowpoke» (Grabada el 11 de mayo de 1998)                | Neil Young                  | 4:31     |  |
| 7.  | «Dream for Him» (Grabada el 15 de enero de 1999)          | David Crosby                | 5:03     |  |
| 8.  | «No Tears Left» (Grabada el 3 de noviembre de 1996)       | Stephen Stills              | 5:06     |  |
| 9.  | «Out of Control» (Grabada el 11 de marzo de 1998)         | Neil Young                  | 4:09     |  |
| 10. | «Someday Soon» (Grabada el 21 de julio de 1999)           | Graham Nash                 | 3:43     |  |
| 11. | «Queen of Them All» (Grabada el 15 de julio de 1999)      | Neil Young                  | 4:23     |  |
| 12. | «Sanibel» (Grabada el 10 de enero de 1999)                | Denny Sarokin               | 4:20     |  |

## Personal
Músicos
- David Crosby: voz y guitarra eléctrica en "Stand and Be Counted"; guitarra acústica en "Dream for Him"
- Stephen Stills: voz y guitarras en todos los temas excepto "Slowpoke," "Out of Control" y "Sanibel"; Hammond B-3, bajo, percusión en "Faith in Me" maracas, contrabajo en "No Tears Left"; percusión en "Queen of Them All"
- Graham Nash: voz y guitarra acústica en "Someday Soon"
- Neil Young: voz y guitarras en todos los temas excepto "Sanibel"; armónica en "Slowpoke"; tiple en "Out of Control"; celesta en "Queen of Them All"
- Joe Vitale: batería en todos los temas excepto "Looking Forward," "Slowpoke" y "Out of Control"; órgano Gammond B-3 en "Faith In Me"
- Michael Finnigan: Hammond B-3 en "Stand and Be Counted," "Heartland," "No Tears Left," y "Queen of Them All"
- Spooner Oldham: teclados en "Slowpoke" y "Queen of Them All"; armonio en "Looking Forward"
- Ben Keith: pedal steel guitar en "Looking Forward," "Slowpoke," y "Out of Control"; dobro en "Looking Forward"
- Denny Sarokin, Snuffy Garrett: guitarras en "Sanibel"
- James Raymond: piano on "Heartland" and "Dream for Him"
- Craig Doerge: teclados en Sanibel"
- Donald "Duck" Dunn: bajo en "Looking Forward," "Stand and Be Counted," "Seen Enough," "Slowpoke," "Out of Control," "Someday Soon," y "Queen of Them All"
- Gerald Johnson: bajo en "Heartland"
- James "Hutch" Hutchinson: bajo en "Dream for Him"
- Bob Glaub: bajo en "Sanibel"
- Jim Keltner: batería en "Looking Forward," "Slowpoke," y "Out of Control"
- Jody Cortez: batería en "Only Waiting for You"
- Luis Conte: congas, batas en "Faith in Me"; percusión en "Dream for Him"
- Alex Acuña: timbal en "Faith in Me"
- Joe Lala: congas en "Faith in Me"
- Lenny Castro: percusión en "Heartland"
- Vince Charles: percusión en "Sanibel"

Equipo técnico
- Crosby, Stills, Nash & Young: producción musical
- Ben Keith: coproducción en "Looking Forward," "Slowpoke," y "Out of Control"
- Joe Vitale: coproductor en "Faith in Me" y "No Tears Left"
- Stanley Johnston, Joe Vitale: coproductores en "Sanibel"

## Posición en listas
| País           | Lista                      | Posición |
| -------------- | -------------------------- | -------- |
| Alemania       | Media Control Top-50 Chart | 10       |
| Estados Unidos | Billboard 200              | 26       |
| Francia        | SNEP Albums Chart          | 60       |
| Noruega        | VG-lista Albums Chart      | 7        |
| Países Bajos   | Mega Album Top 100         | 15       |

| Sencillo        | Lista                  | Posición |
| --------------- | ---------------------- | -------- |
| «No Tears Left» | Mainstream Rock Tracks | 34       |